# جون غودمان (سياسي)
جون غودمان (بالإنجليزية: John Goodman)‏ هو سياسي أسترالي، ولد في 1828، وتوفي في 16 أبريل 1874 في أستراليا. انتخب عضو المجلس التشريعي الفيكتوري وانتخب عضو الجمعية التشريعية فيكتوريا.